# Laurac
Laurac – miejscowość i gmina we Francji, w regionie Oksytania, w departamencie Aude.
Według danych na rok 1990 gminę zamieszkiwało 140 osób, a gęstość zaludnienia wynosiła 12 osób/km² (wśród 1545 gmin Langwedocji-Roussillon Laurac plasuje się na 763. miejscu pod względem liczby ludności, natomiast pod względem powierzchni na miejscu 665.).

## Zabytki
Zabytki w miejscowości posiadające status Monument historique:
- kościół Saint-Laurent (Église Saint-Laurent)